# Aulacocerida
Aulacocerida – rząd wymarłych zwierząt z grupy Belemnoidea.